# Suhpalacsa hainanus
Suhpalacsa hainanus är en insektsart som beskrevs av C.-k. Yang och Wang 2002. Suhpalacsa hainanus ingår i släktet Suhpalacsa och familjen fjärilsländor. Inga underarter finns listade i Catalogue of Life.